# Семейство GH101
Семе́йство GH101 гликози́л-гидрола́з — семейство каталитических доменов белков, обладающих гликозил-гидролазными активностями. Также включает гомологичные им домены, возможно не обладающие такими активностями. Всего известно около 100 белков, содержащих домены семейства GH101, все они принадлежат бактериям. У белков этого семейства описана только одна энзиматическая активность: эндо-α-N-ацетилгалактозаминидазная (КФ 3.2.1.97). В пределах семейства GH101 выделяют 6 подсемейств (GH101a-GH101f). Для белков этого семейства характерна консервативная доменная структура: наряду с каталитическим доменом GH101 обычно присутствуют ещё 4 дополнительных домена, образующие эволюционно консервативный модуль. Может также иметься несколько дополнительных доменов.